# Jüdischer Friedhof (Dzierżoniów)
Koordinaten: 50° 43′ 48,8″ N, 16° 39′ 24,2″ O

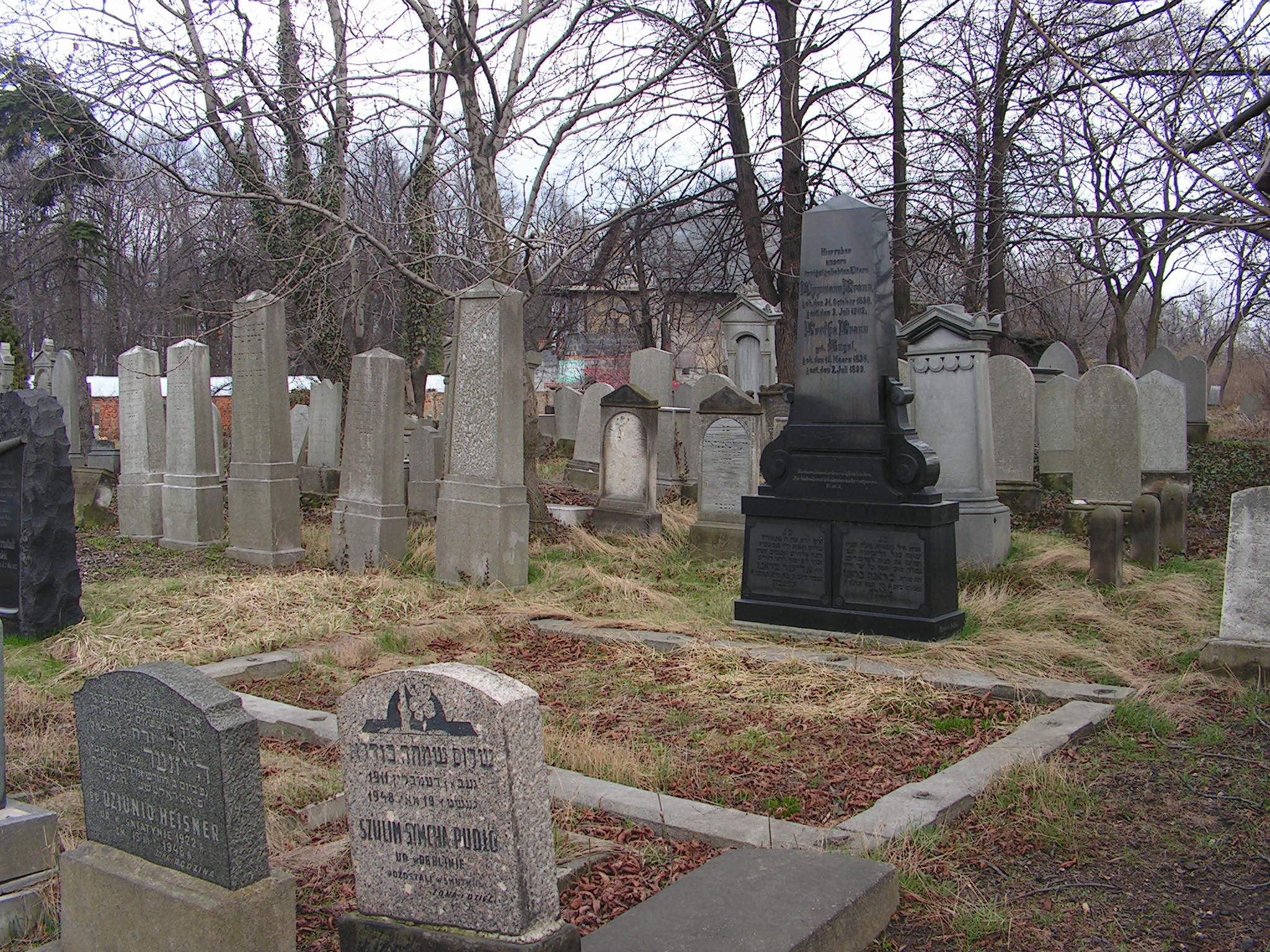
Jüdischer Friedhof Dzierżoniów

Der Jüdische Friedhof Dzierżoniów  ist ein jüdischer Friedhof in Dzierżoniów (deutsch: Reichenbach im Eulengebirge) in der Woiwodschaft Niederschlesien in Polen.
Der Friedhof wurde 1825 angelegt und ist 0,4 ha groß. Auf dem Friedhof befinden sich etwa 100 Grabsteine. Der älteste Grabstein stammt aus dem Jahre 1838.